# Календарь бахаи
Как и многие мировые религии, вера Бахаи имеет свой особый календарь, так же известный как календарь Бади. Он был введён Бабом, Предтечей Бахауллы, и известен ныне как календарь Бадӣ', или календарь Бахаи. Согласно этому календарю день — это период времени между двумя следующими друг за другом заходами солнца. В Байане Баб сделал месяц ‘Алā’ месяцем Поста; Он указал, что день Нау-рӯза знаменует окончание этого периода, и объявил Нау-рӯз Днём Божиим. Бахаулла утвердил календарь Бадӣ', в котором Нау-рӯз обозначен как праздник.
Нау-рӯз — первый день нового года. Он приходится на весеннее равноденствие в северном полушарии, которое обычно происходит 21 марта. Бахаулла объясняет, что праздник этот должен отмечаться в тот день, когда солнце переходит в созвездие Овна (то есть во время весеннего равноденствия), даже если это происходит всего за минуту до заката солнца. Таким образом, Нау-рӯз может выпасть на 20, 21 или 22 марта, в зависимости от наступления равноденствия.
Право уточнять многие из Его предписаний Бахаулла передал Всемирному Дому Справедливости. Среди них и некоторые вопросы, касающиеся календаря Бахаи. Хранитель веры бахаи говорил, что для введения международного закона о времени празднования Нау-рӯза необходимо установить место на земной поверхности, которое служило бы эталоном для определения момента наступления весеннего равноденствия. Он также указал, что выбрать такое место поручено Всемирному Дому Справедливости. В письме всем бахаи мира от 10 июля 2014 г. Всемирный Дом Справедливости распорядился, что таким местом будет считаться г. Тегеран, место рождения Бахауллы. В письме от 11 декабря 2014 г. были опубликованы таблицы с расчётами времени наступления различных событий по новому календарю, а также их корреляция с григорианским календарём.
Календарь Бадӣ' основывается на солнечном годе в 365 дней, 5 часов и 50 добавочных минут. Год состоит из 19 месяцев по 19 дней каждый (то есть всего 361 день) с добавлением четырёх или пяти дней, в зависимости от момента наступления Нау-рӯза. Баб не определил точного места Вставных дней в новом календаре. В Китаб-и-Агдас этот вопрос решается путём закрепления за «оставшимися» днями постоянного календарного места непосредственно перед месяцем ‘Алā’, периодом Поста.
Неделя бахаи семидневная, выходной — пятница. Выделяются также девятнадцатилетние циклы, в которых каждый год имеет своё название. Период в 361 год (19 × 19 лет) называется «кулл-и шай'» (ар. «всё сущее»).

## Месяцы бахаи
| Арабское название | Русский перевод | Первый день месяца по григорианскому календарю       | Первый день месяца по григорианскому календарю       |
| Арабское название | Русский перевод | в год, когда Нау-Рӯз выпадает на 20 марта            | в год, когда Нау-Рӯз выпадает на 21 марта            |
| ----------------- | --------------- | ---------------------------------------------------- | ---------------------------------------------------- |
| Бахā              | Великолепие     | 20 марта                                             | 21 марта                                             |
| Джалāл            | Слава           | 8 апреля                                             | 9 апреля                                             |
| Джамāл            | Красота         | 27 апреля                                            | 28 апреля                                            |
| ‘Аз̣амат           | Величие         | 16 мая                                               | 17 мая                                               |
| Нӯр               | Свет            | 4 июня                                               | 5 июня                                               |
| Рах̣мат            | Милость         | 23 июня                                              | 24 июня                                              |
| Калимāт           | Слова           | 12 июля                                              | 13 июля                                              |
| Камāл             | Совершенство    | 31 июля                                              | 1 августа                                            |
| Асмā’             | Имена           | 19 августа                                           | 20 августа                                           |
| ‘Иззат            | Мощь            | 7 сентября                                           | 8 сентября                                           |
| Машӣййат          | Воля            | 26 сентября                                          | 27 сентября                                          |
| ‘Илм              | Знание          | 15 октября                                           | 16 октября                                           |
| К̣удрат            | Могущество      | 3 ноября                                             | 4 ноября                                             |
| К̣аул              | Речь            | 22 ноября                                            | 23 ноября                                            |
| Масā’ил           | Вопросы         | 11 декабря                                           | 12 декабря                                           |
| Шараф             | Честь           | 30 декабря                                           | 31 декабря                                           |
| Султ̣ан            | Владычество     | 18 января                                            | 19 января                                            |
| Мулк              | Господство      | 6 февраля                                            | 7 февраля                                            |
| Аййāм-и Хā'       | Вставные дни    | 4 или 5 дней, в зависимости от года.                 | 4 или 5 дней, в зависимости от года.                 |
| ‘Алā’             | Возвышенность   | Месяц Поста начинается по окончании дней Аййāм-и Хā' | Месяц Поста начинается по окончании дней Аййāм-и Хā' |

## Святые Дни бахаи
Помимо начала нового года, то есть праздника Нау-рӯз, бахаи отмечают ещё десять Святых Дней. Во время двух из них — Дня Завета и Вознесения Абдул-Баха — работа не приостанавливается.
С началом 172 года эры бахаи Всемирный Дом Справедливости ввёл единые правила календарного исчисления для всего мира бахаи. Ранее в странах Запада календарь бахаи был жёстко привязан к григорианскому году, тогда как на Востоке (в Иране и других странах, где принят лунный мусульманский календарь) бахаи частично жили по собственному солнечному календарю, частично — по лунному мусульманскому. Дело в том, что праздник «Двойного Рождества», то есть дни рождения Баба и Бахауллы, по лунному календарю выпадают на 1 и 2 день месяца мух̣аррам, и Бахаулла говорит, что «в глазах Бога сии два дня считаются одним». Всемирный Дом Справедливости постановил, что теперь они будут соблюдаться в первый и второй день восьмого новолуния после Нау-рӯза, определённого заранее по астрономическим таблицам с опорой на Тегеран в качестве точки отсчёта. В итоге праздник Двойного Рождества будет смещаться каждый год и выпадать на месяцы машӣййат, ‘илм и к̣удрат календаря Бадӣ‘, — то есть, на период с середины октября до середины ноября по григорианскому календарю. В 182 году (2025 год от Р. Х.) Рождество Баба выпадет на 8 ‘илма, а Рождество Бахауллы, соответственно, на 9 ‘илма (от заката 21 октября до заката 23 октября). В 174 году (2017 г. н. э.) праздновалось 200-летие Рождества Бахауллы, а в 176 году эры бахаи (2019 г. н. э.) отмечалась двухсотлетняя годовщина со дня рождения Баба.
| Имя                                              | Даты по календарю Бадӣ' (синхронизация с григорианским календарём отменена с конца 171 года эры бахаи                                         | Работа приостанавливается |
| ------------------------------------------------ | --- | ------------------------- |
| Нау-Рӯз (Новый год бахаи)                        | 1 бахā | Да                        |
| Первый день Рид̣вāна                              | 13 джалāля | Да                        |
| Девятый день Рид̣вāна                             | 2 джамāля | Да                        |
| Двенадцатый день Рид̣вāна                         | 5 джамāля | Да                        |
| Возвещение Бабa                                  | 8 ‘аз̣амата | Да                        |
| Вознесение Бахауллы                              | 13 ‘аз̣амата | Да                        |
| Мученическая смерть Баба                         | 17 рах̣мата | Да                        |
| Двойное Рождество — дни рождения Баба и Бахауллы | первый и второй день восьмого новолуния после Нау-рӯза (например, 8 и 9 ‘илма в 182 году — от заката 21 октября до заката 23 октября 2025 г.) | Да                        |
| День Завета                                      | 4 к̣аула | Нет                       |
| Вознесение Абдул-Баха                            | 6 к̣аула | Нет                       |

## Неделя бахаи
| Арабское название | Русский перевод | День недели |
| ----------------- | --------------- | ----------- |
| Джалāл            | Слава           | суббота     |
| Джамāл            | Красота         | воскресенье |
| Камāл             | Совершенство    | понедельник |
| Фид̣āл             | Благодать       | вторник     |
| ‘Идāл             | Справедливость  | среда       |
| Истиджлāл         | Величие         | четверг     |
| Истик̣лāл          | Независимость   | пятница     |

## Вāх̣ид и кулл-и шай’
В календаре бахаи также существуют 19-летние циклы, называемые «вāх̣ид», и 361-летние (19 × 19) циклы, называемые кулл-и шай’ (ар. «всё сущее»). Заход солнца 20 марта 2015 года ознаменовал конец 171 года, закрывающего девятый вāх̣ид первого кулл-и шай’ эры бахаи. Второй кулл-и Шай’ начнётся 21 марта 2205 года. (Летоисчисление ведётся от 1844 года н. э.)
Названия лет в вāх̣идах:
| №  | Арабское название | Русский перевод  |
| -- | ----------------- | ---------------- |
| 1  | Алиф              | А                |
| 2  | Бā’               | Б                |
| 3  | Аб                | Отец             |
| 4  | Дāл               | Д                |
| 5  | Бāб               | Врата            |
| 6  | Вāв               | В                |
| 7  | Абад              | Вечность         |
| 8  | Джāд              | Щедрость         |
| 9  | Бахā'             | Великолепие      |
| 10 | Х̣убб              | Любовь           |
| 11 | Баххāдж           | Восхитительный   |
| 12 | Джавāб            | Ответ            |
| 13 | Ах̣ад              | Единственный     |
| 14 | Ваххāб            | Изобильный       |
| 15 | Видāд             | Привязанность    |
| 16 | Бадӣ‘             | Начало           |
| 17 | Бахӣ              | Лучезарный       |
| 18 | Абхā              | Наилучезарнейший |
| 19 | Вāх̣ид             | Единство         |